# Crassocephalum rubens
Crassocephalum rubens là một loài thực vật có hoa trong họ Cúc. Loài này được (Juss. ex Jacq.) S.Moore mô tả khoa học đầu tiên năm 1912.